# Tamara (chanteuse)
 (décembre 2023).
Si vous disposez d'ouvrages ou d'articles de référence ou si vous connaissez des sites web de qualité traitant du thème abordé ici, merci de compléter l'article en donnant les références utiles à sa vérifiabilité et en les liant à la section « Notes et références ».
Tamara Macarena Valcárcel Serrano alias Tamara (née le 27 juin 1984 à Séville) est une chanteuse espagnole mélodique de boléros, petite-fille du chanteur Rafael Farina.